# Championnat d'Europe de vitesse par équipes féminin (moins de 23 ans)
Le Championnat d'Europe de vitesse par équipes féminin moins de 23 ans est le championnat d'Europe de vitesse par équipes organisé annuellement par l'Union européenne de cyclisme pour les cyclistes âgées de moins de 23 ans. Le championnat organisé depuis 2008, a lieu dans le cadre des championnats d'Europe de cyclisme sur piste juniors et espoirs.

## Palmarès
| Année | Or                                                                       | Argent                                                             | Bronze                                                    |
| ----- | ------------------------------------------------------------------------ | ------------------------------------------------------------------ | --------------------------------------------------------- |
| 2008  | France Sandie Clair Virginie Cueff                                       | Pologne Renata Dabrowska Marta Janowiak                            | Russie Yulia Kosheleva Olga Streltsova                    |
| 2009  | France Sandie Clair Virginie Cueff                                       | Russie Victoria Baranova Olga Streltsova                           | Pologne Renata Dabrowska Marta Janowiak                   |
| 2010  | France Sandie Clair Virginie Cueff                                       | Grande-Bretagne Rebecca James Victoria Williamson                  | Russie Victoria Baranova Anastasiia Voinova               |
| 2011  | Grande-Bretagne Rebecca James Jessica Varnish                            | Russie Elena Brezhniva Ekaterina Gnidenko                          | Pologne Malgorzata Wojtyra Natalia Rutkowska              |
| 2012  | Russie Victoria Baranova Anastasiia Voinova                              | Grande-Bretagne Rebecca James Victoria Williamson                  | Pays-Bas Yesna Rijkhoff Shanne Braspennincx               |
| 2013  | Pays-Bas Shanne Braspennincx Elis Ligtlee                                | Russie Ekaterina Gnidenko Anastasiia Voinova                       | Grande-Bretagne Rebecca James Victoria Williamson         |
| 2014  | Russie Anastasiia Voinova Daria Shmeleva                                 | Pays-Bas Elis Ligtlee Yesna Rijkhoff                               | Grande-Bretagne Katy Marchant Rosie Blount                |
| 2015  | Russie Daria Shmeleva Anastasiia Voinova                                 | Grande-Bretagne Katy Marchant Victoria Williamson                  | Pays-Bas Kyra Lamberink Elis Ligtlee                      |
| 2016  | Pays-Bas Kyra Lamberink Elis Ligtlee                                     | Russie Nataliia Antonova Tatiana Kiseleva                          | Pologne Julita Jagodzińska Urszula Los                    |
| 2017  | Pays-Bas Kyra Lamberink Hetty van de Wouw                                | France Mathilde Gros Mélissandre Pain                              | Russie Nataliia Antonova Tatiana Kiseleva                 |
| 2018  | Pologne Julita Jagodzińska Marlena Karwacka                              | Italie Miriam Vece Martina Fidanza Gloria Manzoni                  | Grande-Bretagne Millicent Tanner Georgia Hilleard         |
| 2019  | Pologne Marlena Karwacka Nikola Sibiak                                   | Pays-Bas Hetty van de Wouw Steffie van der Peet                    | Royaume-Uni Millicent Tanner Blaine Ridge-Davis           |
| 2020  | Allemagne Lea Sophie Friedrich Pauline Grabosch Alessa-Catriona Pröpster | Russie Ksenia Andreeva Serafima Grishina Yana Tyshchenko           | Pologne Paulina Petri Nikola Seremak Nikola Sibiak        |
| 2021  | Russie Ksenia Andreeva Serafima Grishina Yana Tyshchenko                 | Royaume-Uni Lauren Bell Blaine Ridge-Davis Emma Finucane           | Pologne Paulina Petri Nikola Seremak Nikola Sibiak        |
| 2022  | Allemagne Katharina Albers Alessa-Catriona Pröpster Christina Sperlich   | Pologne Paulina Petri Nikola Sibiak Joanna Blaszczak Natalia Wezyk | aucune                                                    |
| 2023  | Grande-Bretagne Rhian Edmunds Iona Moir Rhianna Parris-Smith             | Tchéquie Anna Jaborníková Natálie Mikšaníková Veronika Jaborníková | Pologne Nikola Seremak Natalia Wezyk Nikola Wielowska     |
| 2024  | Grande-Bretagne Rhianna Parris-Smith Rhian Edmunds Iona Moir             | Allemagne Stella Müller Lara-Sophie Jäger Clara Schneider          | Tchéquie Sára Peterková Anna Jaborníková Michaela Poulová |
| 2025  | Pologne Oliwia Gerc Natalia Walecka Nicola Jankowska                     | Grande-Bretagne Rhian Edmunds Iona Moir Georgette Rand             | aucune                                                    |